# فوينتي لا راينا
بلدية فوينتي لا راينا (بالإسبانية: Fuente la Reina)‏، هي إحدى بلديات مقاطعة كاستيلون التي تقع في منطقة بلنسية، في شرق إسبانيا.
يبلغ عدد سكانها 44 نسمة وفقاً لإحصائية سنة (2006).